# 假陰莖

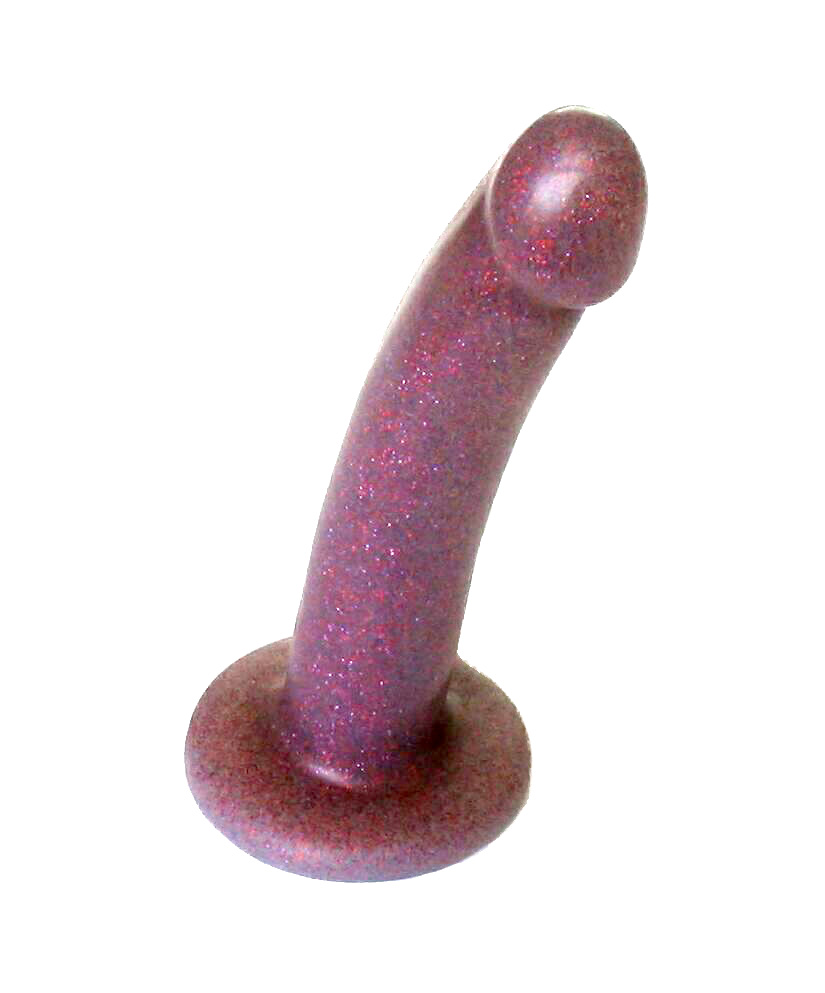
有底座的非電動式假陰莖，長約7英吋（17.78公分）。

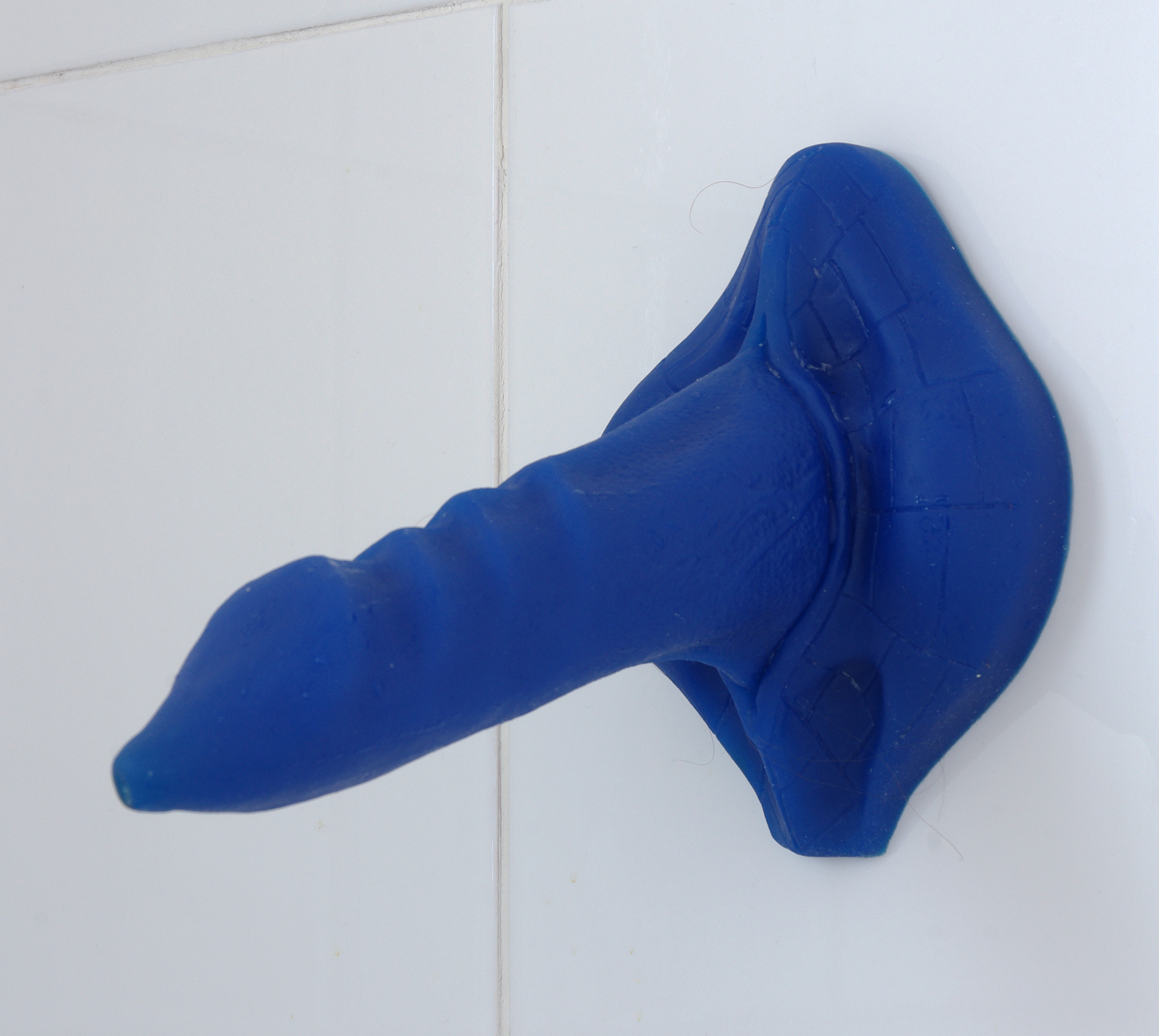
固定在牆壁上的假陰莖

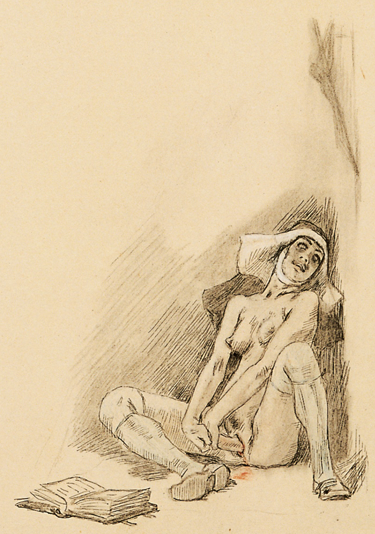
使用假陰莖自慰的修女

假陰莖又称快乐棒、假老二（Dildo或Dildoe）是一種模擬男人勃起的陰莖的性玩具，通常用來自慰或在性交時助興，是情趣用品的一个主要种类，它的相對或相關用品為假陰道。
假陰莖源來已久，上古之前各地就有陽具崇拜用的大型陰莖狀巨石。後邁入現代文明之後，與真男性陰莖尺寸相仿或更大的假陰莖人工製品出現，並實際用於性行為或自慰行為上。甚至有學者認為，近現代使用之警棍其實是假陰莖延伸過來產物。（Marshack 1972 年: 333; Vasey 1998 年: 420）
中國假陰莖之文獻記載出現自14世紀，明清色情小說中描述的角先生或人事即為此物，而此階段假陰莖材質多為陶瓷或木製。
俄羅斯莫斯科的G點情色藝術博物館（俄文：Точка-G，英文：Tochka G）有展出各種大小不一的陰莖模型，其中包含女皇葉卡捷琳娜二世使用於自慰的情趣家具性椅「Chair for the sexual pleasure」上的假陰莖機關。
今假陰莖材質多為軟質高分子橡膠材料製成，手感與人體肌肉組織相仿，並大部分有電池電力驅動。於外觀上，假陰莖外貌通常製作的與男性陰莖相似，且有各種膚色或其他顏色。1990年代之前的假阴茎功能只有「震动」，假陰莖龜頭内置偏心铜马达產生的频率为80赫茲左右的振動刺激，以用來刺激乳房、乳頭或陰道上方陰蒂或其他性器官，以達到性高潮。而今假陰莖則多了伸縮及旋轉及蠕動等功能，甚至還伸出一個具有振蕩作用的小叉，以便在刺激阴道的同时刺激阴蒂，而震動可以高低緩慢多段調節。

## 尺寸
假陰莖玩具的尺寸最常見的長度為4英吋~6英吋，最熱銷的尺寸為5英寸(12.7公分)，其他太大或太小的假陰莖玩具就較少人買。

## 外部連結
1. ↑  .   [2021-07-18]. （原始内容存档于2021-07-18）.
2. ↑  What are the Dimensions of the Average Sex Toy